# Aphis tomenthosi
Aphis tomenthosi är en insektsart. Aphis tomenthosi ingår i släktet Aphis och familjen långrörsbladlöss. Inga underarter finns listade i Catalogue of Life.